# روبرت بيكتون
روبرت وليم بيكتون (من مواليد 24 أكتوبر 1949) قاتل متسلسل كندي أدين في عام 2007 بجرائم القتل من الدرجة الثانية لستة نساء. أُعتُقِل في عام 2002، وكان موضوع تحقيق مطول قدم أدلة على العديد من جرائم القتل الأخرى، واتُهم بقتل 20 امرأة إضافية. وكان العديد منهم من منطقة شرق وسط مدينة فانكوفر. لكن هذه التوقيات بقيت من قبل التاج في عام 2010. وفي ديسمبر 2007، حُكم على بيكتون بالسجن المؤبد، مع عدم إمكانية الإفراج المشروط لخمسةٍ وعشرين عامًا - أطول عقوبة كانت متاحة وقتها للقتل بموجب القانون الكندي.
خلال اليوم الأول للمحاكمة من أدلة هيئة المحلفين، 22 يناير 2007، ذكر التاج أن بيكتون اعترف بـ49 جريمة قتل لعميل سري من مكتب المفتش العام ، الذي كان يتظاهر بأنه زميل في الزنزانة. أفاد التاج بأن بيكتون أخبر الضابط أنه يريد قتل امرأة أخرى لتصل إلى 50، وأنه تم القبض عليه لأنه «قذر».